# 旋風四驅王
旋風四驅王是一套由阿聯酋、日本及韓國公司聯合製作，關於名為Scan2Go的賽車動畫。韓國由2010年8月9日播映至2011年3月29日，共有52集。而香港則在無綫兒童台和無綫電視翡翠台分別於2011年11月17日起及2012年5月19日起播放；而台灣方面，則於2012年5月5日起播放。

## 故事大綱
大堂和也、海原光樹、守嶋雙葉和高山大悟參加了全宇宙最熱血沸騰並考驗參賽者高超技術的「旋風四驅王」大賽，在漫長的賽事中遇到了來自各個星球的迷你四驅車菁英，並一路過關斬將問鼎冠軍寶座。後來隨著實力深藏不露的賽車好手芝草志狼的加入，和也等人的戰力可謂如虎添翼，繼續在各種不同的賽道上馳騁並一路向前邁進。

## Scan2Go
一種類似四驅車的運動，廣受全宇宙的人士歡迎。比賽前需擦卡，以給予賽車能量。比賽途中可進行有限度加速，以助超越對手。部分賽車更設有防水、雷達及攻擊裝置，十分多元化。

## 人物介紹
※香港、臺灣翻譯部分不同，斜線左邊為香港翻譯，右邊為臺灣翻譯。

### 主要角色
- 大堂和也（새찬；）

聲︰平田真菜／香港：陳凱婷／臺灣：楊凱凱
故事主角，對四驅車有著滿腔的熱情，一心想帶著愛車四處征伐，並嚮往著冠軍夢。
然而他也是個粗線條且欠缺思考的人，有時會漏洞百出，但只要在競賽是靠著一股衝勁，似乎就沒有不可能突破的障礙。
使用車輛：疾風神鷹→銀河疾風神鷹
使用招式：銀河飛彈
- 守嶋雙葉（두리；）

聲︰中原麻衣／香港：張頌欣／臺灣：傅其慧
一位純情且認真的少女，對四驅車競賽抱持著嚴肅且全力以赴的態度。
使用車輛：紅粉獵豹→無限紅粉獵豹
使用招式：衛星迫擊砲
- 海原光樹（해수；）

聲︰水原薫／香港：林芷筠、魏惠娥（代配）／臺灣：雷碧文
主要角色中最年輕的選手，頭腦機靈，並憑藉著敏捷的操縱技巧出奇制勝。
使用車輛：波浪怒鯊→暴風波浪怒鯊
使用招式：沖天巨浪
- 高山大悟（마루；）

聲：佐藤廣太／香港：巫哲棋、陳卓智（代配）／臺灣：陳彥鈞
身材魁梧，而他的賽車技巧就是利用橫衝直撞的力量粉碎眼前的敵人。
使用車輛：鋼鐵戰象→巨石鋼鐵戰象
使用招式：巨石龍捲風
- 芝草志狼（은백；）

聲：保志總一朗／香港：李凱傑、鄭麗麗（幼年）／臺灣：陳彥鈞
深藏不露且頭腦冷靜的四驅車好手，其實擁有已經失落的郁夫戈狼人族血統，為了找回自己的媽媽而做賽車手。起初對和也等人冷淡，因為獨自一個行動能避免衝動從而變成狼人，傷害到別人，同時不想被人見到自己脆弱的一面，但是卻慢慢對自己和其他人愈來愈嚴格。而有一次在和也等人面臨危機時，他突然出手相助，並在往後的劇情中與和也等人打成一片，成為Jet車隊的一份子。（變成狼人後實力會大增，賽車越過的賽道會瞬間結成冰。）
使用車輛：荒野蒼狼→閃電荒野蒼狼
使用招式：閃電石柱、極地旋風
- 雷教練（レイ）

聲：川野剛稔／香港：李致林／臺灣：黃天佑
大堂和也等人的教練，隷屬地球的JET車隊，但在動畫中極少出現。
使用車輛：星飛神馬

### 競爭對手

#### 葛拉歐篇
- 德拉德（ドラッド）

聲：安元洋貴／香港：李凱傑／臺灣：陳彥鈞
葛拉歐的畢業者，並隸屬德拉德車隊。
使用車輛：黑力金剛
- 芝草志狼

參考主要角色項。
- 蛇娜

聲︰水野理紗／香港：鄭麗麗／臺灣：馮嘉德
一名宇宙海盜，被譽為全宇宙最美麗的女車手。
使用車輛：致命毒液
- 海怪國王（クラーケン）

聲：高岡瓶瓶／香港：蕭徽勇／臺灣：黃天佑
十條腿星球的國王。
使用車輛：八爪海怪
- 安塔列斯（안타레스；）

聲：齋賀觀月／香港：李致林／臺灣：馮嘉德
使用車輛：深紅毒蠍
- 傑克（；）

聲：勝杏里／香港：劉奕希／臺灣：黃天佑
名義上是葛拉歐的學生，但其實是銀河聯邦警察。進入葛拉歐的目的是要搜集宇宙海盜蛇娜的犯罪證據。
使用車輛：闇夜蝙蝠
- 泰虎（；）

聲：鶴岡聡／香港：李錦綸、高可慧（幼年）／臺灣：黃天佑
使用車輛：叢林王者
- 龍凱傑爾（リュウ）

聲：鈴木達央／香港：胡家豪／臺灣：于正昇
一名恐怖的車手，喜歡從比賽中破壞對手之車輛。曾利用黑暗力量使泰虎及芝草志狼獸性大發，後來被泰虎及大堂和也合力擊敗。
使用車輛：龍王戰騎→龍王戰騎旗艦

#### Scan2Go大獎賽篇
- 德拉德（ドラッド）

參考葛拉歐篇項。
- 蛇娜

參考葛拉歐篇項。
- 海怪國王（クラーケン）

參考葛拉歐篇項。
- 泰虎（；）

參考葛拉歐篇項。
- 龍凱傑爾（リュウ）

參考葛拉歐篇項。
- 水牛牛（スイギューン）

聲：武虎／香港：／臺灣：于正昇

使用車輛：鋼鐵公牛
- 嗶可

聲：生天目仁美／香港：張方正、鄭麗麗（幼年）／臺灣：馮嘉德

使用車輛：
- 北海獅王（トドキング）

聲：石井康嗣／香港：譚炳文／臺灣：于正昇
一名宇宙寶物獵人，為求勝利會不擇手段。
使用車輛：海獅魔神
- 蒂蒂小姐（ティーティー）

聲：原田瞳／香港：黃淑芬／臺灣：馮嘉德
全宇宙最受歡迎的貓型偶像明星。
使用車輛：閃亮貓眼
- 巴歐

聲：岡崎雅綋／香港：曹啟謙／臺灣：黃天佑
與加歐和吉歐合稱「道路終結者」。
使用車輛：
- 加歐

聲：園部好德／香港：梁偉德／臺灣：陳彥鈞
與吉歐和巴歐合稱「道路終結者」。
使用車輛：
- 吉歐

聲：井上剛／香港：陳卓智／臺灣：于正昇
與加歐和巴歐合稱「道路終結者」。
使用車輛：
- 葛蘭特（グラント）

聲：間宮康弘／香港：劉昭文／臺灣：陳彥鈞

使用車輛：戰士之魂

### 其他角色
- Zero（제로；）

聲︰鄉田穗積／香港：黃榮璋／臺灣：陳彥鈞
宇宙第一的Scan2Go車手，擁有大量支持者。大堂和也亦是他的支持者。
使用車輛：戰神雄獅
- DJ

聲︰泰勇氣／香港：黃榮璋／臺灣：黃天佑
每場賽車比賽的旁述。
- 戴魯

聲︰杉野博臣／香港：馮錦堂／臺灣：于正昇
葛拉歐星球鱷魚外型的教練。
使用車輛：克洛克戴爾
- 章魚公主（オクトパシア姫）

聲：石毛佐和／香港：梁少霞／臺灣：馮嘉德
海怪國王的未婚妻。
- 魷魚乾

聲：／香港：李致林／臺灣：陳彥鈞
海怪國王的侍從。
- 小蛇子（コヘビ子）

聲：中川里江／香港：黃淑芬／臺灣：雷碧文
與蛇娜一起的宇宙海盜。
- 大蛇子（ダイジャ子）

聲：設樂麻美／香港：羅杏芝／臺灣：傅其慧
與蛇娜一起的宇宙海盜。
- 蒙其

聲：松丸幸太郎／香港：許盈／臺灣：傅其慧
與德拉德、武堇、三色黨組成德拉德車隊的同伴。
- 武堇／武當（ウータン）

聲：高橋伸也／香港：胡家豪／臺灣：黃天佑
與德拉德、蒙其、三色黨組成德拉德車隊的同伴。
- 三色黨／三色堇（バンジー）

聲：淵上舞／香港：黃淑芬／臺灣：雷碧文
與德拉德、蒙其、武堇組成德拉德車隊的同伴。

## 主題曲
片頭曲
- 「NEVER GIVE UP」

作詞、作曲：John Mitchell、Tom Keenlyside、David Iris；歌：川見研二
片尾曲
- 「I WILL FIND A WAY」

作詞、作曲：John Mitchell、Tom Keenlyside、David Iris；歌：前田和行

## 各話列表
| 話數   | 韓文標題                      | 日文標題                       | 中文標題（香港）             | 中文標題（台灣）         |
| ------ | ----------------------------- | ------------------------------ | ---------------------------- | ------------------------ |
| 第1集  | 내 꿈은 최고의 레이서         | 目指せ、No.1!                  | 目標是第一名                 | 目標，No.1！             |
| 第2集  | 우주로 출발!                  | 飛び出せ、宇宙!                | 衝向宇宙                     | 前進宇宙！               |
| 第3集  | 수수께끼의 레이서 등장!       | 謎のレーサー、シロー登場       | 神秘的車手，志狼登場         | 神秘的車手，志狼登場     |
| 第4集  | 우주해적, 스네이퀸!           | 可愛い娘にはキバがある         | 可愛，但是有刺的玫瑰花       | 可愛的玫瑰花是有刺的     |
| 第5集  | 마루와 사바나의 나무          | ダイゴの木                     | 大悟的樹                     | 大悟的樹                 |
| 第6集  | 이기고 싶은 이유              | イカの王様                     | 烏賊大王                     | 烏賊大王                 |
| 第7集  | 복면 레이서, 제로             | 覆面レーサーZERO               | 蒙面車手‧ZERO                | 蒙面車手‧ZERO            |
| 第8集  | 유쾌한 인기 레이서, 안타레스  | 紅い快男児アンタレス           | 火紅快男兒‧安塔列斯          | 火紅快男兒‧安塔列斯      |
| 第9集  | 전설의 머신 선인, 히포포      | マシン仙人ヒポポ               | 機械仙人希啵啵               | 機械仙人希啵啵           |
| 第10集 | 히포포 죽다?! 칠색보물의 비밀 | ヒポポ死す!? 七色秘宝の謎      | 希啵啵的離世！？七色寶物之謎 | 希啵啵之死！七色祕寶之謎 |
| 第11集 | 추격자 잭                     | 追跡者ジャック                 | 追蹤者傑克                   | 追蹤者傑克               |
| 第12集 | 다시 만난 라이벌              | 再び激突!? カズヤVSシロー      | 二度交鋒!?和也 對 志狼       | 二度交鋒！？和也ＶＳ志狼 |
| 第13集 | 마루의 각성                   | ダイゴの覚醒                   | 大悟的覺醒                   | 大悟的覺醒               |
| 第14集 | 그라오의 호랑이               | グラオの虎                     | 葛拉歐之虎                   | 葛拉歐之虎               |
| 第15集 | 도깨비 교관 다일              | 鬼教官ダイル                   | 魔鬼教官‧戴魯                | 鬼教官戴魯               |
| 第16集 | 괴물 출현! 수수께끼의 무인도  | 怪奇!? 謎の無人島!             | 奇怪!?詭異的無人島           | 怪奇！詭異的無人島       |
| 第17集 | 암흑의 파괴용                 | 降臨!! 破壊龍!!                | 降臨！破壞龍！！             | 降臨！破壞龍！！         |
| 第18集 | 용과 호랑이의 대결            | 龍虎、激突!                    | 龍爭虎鬥！！                 | 龍爭虎鬥！！             |
| 第19集 | 제로와 타이거                 | ZEROとタイガ                   | ZERO與泰虎                   | ZERO與泰虎               |
| 第20集 | 스카우트, 스카우트, 스카우트  | スカウト! スカウト! スカウト!  | 挖角！挖角！挖角！           | 挖角！挖角！挖角！       |
| 第21集 | 울부짖는 금빛 늑대            | 吠える金狼                     | 咆哮的金狼                   | 咆嘯的金狼               |
| 第22集 | 제트팀, 해산?!                | チームJET、解散!?              | JET車隊，解散！？            | JET車隊，解散！？        |
| 第23集 | 개막, 그라오의 경주!          | 開幕! グラデュエーションレース | 葛拉歐畢業比賽 開幕！        | 葛拉歐畢業比賽 開幕！    |
| 第24集 | 경주는 재미있게!              | ショーレース                   | 表演賽                       | 表演賽                   |
| 第25集 | 불꽃과 얼음                   | 炎と氷と                       | 熾寒交加                     | 熾寒交加                 |
| 第26集 | 우주로 날아올라라!            | 宇宙にはばたけ!!               | 在宇宙展翅飛翔吧！！         | 在宇宙中展翅飛翔！       |
| 第27集 | 그랑프리를 향해!              | グランプリへの道               | 向大獎賽之路 邁進            | 往大獎賽之路邁進！       |
| 第28集 | 진화하는 팔콘                 | 突き抜けろ、ファルゴル         | 突破吧，疾風神鷹             | 突破吧，疾風神鷹         |
| 第29集 | 제트 팀, 진화를 하라~!        | 進化せよ、チームJET!           | 進化吧，JET車隊！            | 進化吧，JET車隊！        |
| 第30集 | 기술, 마술, 대혼란!           | 奇術! 魔術! 大混戦!            | 奇術！魔術！大混戰！         | 奇術！魔術！大混戰！     |
| 第31集 | 못생긴 공작 의 아이           | みにくい孔雀の子               | 孔雀的孩子是醜小鴨           | 孔雀的孩子是醜小鴨       |
| 第32集 | 유령 레이서                   | ゴーストレーサー               | 幽靈車手                     | 幽靈賽車手               |
| 第33集 | 섬광 의 울버                  | 閃光のウォルバー               | 閃電荒野蒼狼                 | 閃電荒野蒼狼             |
| 第34集 | 킹덤 레이스                   | レースキングダム               | 賽車王國                     | 賽車王國                 |
| 第35集 | 안타레스 다시 일어 나라       | 蘇れ、アンタレス               | 醒覺吧，安塔列斯             | 覺醒吧！安塔列斯！       |
| 第36集 | 3 인 3 색?                    | トリコロールなあいつら         | 他們就是三色旗               | 那群人就像三色旗         |
| 第37集 | 와일드 캣                     | ワイルドキャッツ               | Wild Cats小野貓              | 小野貓                   |
| 第38集 | 적은 제트 팀?                 | 敵はJETだ                      | 敵人是JET車隊                | 敵人是JET車隊            |
| 第39集 | 새로운 세계                   | 新たなる世界                   | 全新的世界                   | 全新的世界               |
| 第40集 | 마지막 기회 를 잡아라         | ラストチャンスに賭けろ!        | 賭上最後的機會！             | 賭上最後的機會！         |
| 第41集 | 갈라진형제                    | 引き裂かれた兄弟               | 被撕裂的兄弟                 | 被撕裂的兄弟             |
| 第42集 | 진정한 승부                   | どこまでも熱い奴ら             | 熱血到底的車手               | 熱血到底的傢伙們         |
| 第43集 | 지구 를 위해 달려라           | 100%を突破しろ!!               | 突破100%極限！！             | 突破100%極限！！         |
| 第44集 | 지구 에 돌아 오다!            | 帰還! 奪還! 離脱!              | 故鄉！奪回！逃命！           | 返鄉！逃回！奪命！       |
| 第45集 | 파이널 그랑프리 를 위해       | ファイナル・グランプリ前夜     | 大獎賽前夕                   | 宇宙盃決賽前夕           |
| 第46集 | 파이널 그랑프리, 시작 하다!   | 開催! ファイナル・グランプリ!! | 宇宙冠軍盃‧大獎賽！！ 開幕   | 開幕！宇宙盃大獎賽決賽！ |
| 第47集 | 사막 에 사랑 의 눈 이 내리다  | 砂漠に愛の雪が降る             | 砂漠中飄下愛的雪花           | 沙漠中飄下的愛之雪花     |
| 第48集 | 달리는 이유                   | 光さす場所                     | 光芒照耀之地                 | 光芒照耀之地             |
| 第49集 | 미래 를 향한 도 전자 들       | 未来への挑戦者たち             | 挑戰未來的挑戰者             | 挑戰未來的挑戰者們       |
| 第50集 | 우주 의 위기                  | 終焉の始まり                   | 末日的開端                   | 末日的開端               |
| 第51集 | 지구 최후 의 경주             | 地球最後のレース               | 地球最後的比賽               | 地球最後的比賽           |
| 第52集 | 승리 의 체커 기               | 勝利のチェッカーフラッグ       | 勝利的黑白格子旗             | 勝利的黑白格子旗         |

## 播放電視台
| 東森幼幼台 星期六 17:00-17:30 節目 | 東森幼幼台 星期六 17:00-17:30 節目         | 東森幼幼台 星期六 17:00-17:30 節目 |
| ---------------------------------- | ------------------------------------------ | ---------------------------------- |
|                                    | 旋風四驅王 （2012年5月5日－2013年4月27日） |                                    |
| 爆丸3狩獵保衛者 第1－28集          | —                                          |                                    |

| 無綫兒童台 星期一至五 10:00-10:30 節目 | 無綫兒童台 星期一至五 10:00-10:30 節目       | 無綫兒童台 星期一至五 10:00-10:30 節目 |
| -------------------------------------- | -------------------------------------------- | -------------------------------------- |
|                                        | 旋風四驅王 （2011年11月17日－2012年1月27日） |                                        |
| 我家3姊妹II                            | 奇幻魔法 Melody IV                           |                                        |
| 無綫兒童台 星期一至五 10:00-10:30 節目 |                                              |                                        |
| 四驅小子                               | 旋風四驅王 重播 （2013年2月12日－4月24日）   | 流星洛克人                             |
| 無綫兒童台 星期日 06:00-07:00 節目     |                                              |                                        |
| 花漾明星III 重播                       | 旋風四驅王 重播 （2014年4月6日－9月28日）    | 向銀河開球 重播                        |

| 翡翠台 星期六 17:30-17:55、星期日 17:30-18:00 6月9日、7月8日、8月11、25日停播 | 翡翠台 星期六 17:30-17:55、星期日 17:30-18:00 6月9日、7月8日、8月11、25日停播 | 翡翠台 星期六 17:30-17:55、星期日 17:30-18:00 6月9日、7月8日、8月11、25日停播 |
| ----------------------------------------------------------------------------- | ----------------------------------------------------------------------------- | ----------------------------------------------------------------------------- |
|                                                                               | 旋風四驅王 （2012年5月19日－11月25日）                                        |                                                                               |
| 寵物精靈：超級願望                                                            | 寵物小精靈：超級願望II                                                          |                                                                               |
| 香港 翡翠台 星期一至五 15:50-16:20 節目                                       |                                                                               |                                                                               |
| 變形金剛3                                                                     | 旋風四驅王 重播 （2013年9月27日－12月9日）                                    | 閃電十一人II 第66－127集 重播                                                 |

## 註解
1. 1 2 3 4 5 6 7 8 9 10 11 12 13 14 15 16 17 18 19 20 21 22 23 24 25 26 27 28 29 30 31  日本尚未播出，但片尾曲已經有日本聲優列表。請參考各話片尾曲。

## 外部連結
- 南韓SBS《旋風四驅王》官網 （页面存档备份，存于）